# 小日向みわ
小日向 みわ（こひなた みわ、1975年3月22日 - ）は、日本の声優、ナレーター、女優。東京都出身。旧名は杉原 美和（すぎはら みわ）、月野原 みわ（つきのはら）。フリー。

## 略歴
東京都出身だが、子供の頃は岩手県、愛知県に住んでいた。
『風の谷のナウシカ』のナウシカになりたく、声優を目指した。子供の頃は『風の谷のナウシカ』、『天空の城ラピュタ』、『機動戦士ガンダム 逆襲のシャア』などの好きだったアニメを自然と全編覚えて、全キャラクターと一部効果音を1人で言えたという。
慶應義塾大学卒業。映像テクノアカデミア、バオバブ学園（現：ビジュアル・スペース俳優養成所）12期卒業。
かつてはぷろだくしょんバオバブ、元氣プロジェクト、リマックスに所属していた。
2019年4月1日よりフリーで活動。

## 人物
「聞くと元気の出る声だ」と言われており、幼い子供から少年少女、大人の女性、オバサンなどの色々な役を演じている。
趣味は野球観戦、歌、作詞、作曲。特技は野球のスコアを書く、ペットのオリジナルグッズ制作。
資格は中型自動車第一種免許。

## 出演

### テレビアニメ
- しましまとらのしまじろう（画材屋さん、お天気お姉さん）

1999年
- 神風怪盗ジャンヌ（梅雨子）

2000年
- サイボーグクロちゃん（ゲンジロウ）

2003年
- クロノクルセイド（メイド）
- 成恵の世界（生徒B）
- ぽぽたん（A子、男子生徒、教師、生徒A、女子生徒、店の人B）

2005年
- ああっ女神さまっ（電話の声）
- 機動新撰組 萌えよ剣 TV（舞妓2）

2006年
- おろしたてミュージカル 練馬大根ブラザーズ（オバサン、近所の住民、選手、マドンナ）
- かしまし 〜ガール・ミーツ・ガール〜（あゆき母）
- 彩雲国物語（妓女、客）

2012年
- 宇宙兄弟（カレン・ジョーンズ、AD、木崎サナエ、マット、司会、吾妻香代子）
- PSYCHO-PASS サイコパス（美術チーフ）

2013年
- 宇宙兄弟（少年エディ、北村母）
- 鉄人28号ガオ!（大塚加代子 他）

2024年
- 天穂のサクナヒメ（カムヒツキ、トヨハナ）

### 劇場アニメ
2011年
- 手塚治虫のブッダ -赤い砂漠よ!美しく-

2014年
- 宇宙兄弟#0（カレン・ジョーンズ）

### ゲーム
2010年
- AngelLoveOnline（クロト）

2011年
- 謎惑館 〜音の間に間に〜

2020年
- 天穂のサクナヒメ（カムヒツキ）

### ドラマCD
- 恋の診察室（看護婦）
- 彩雲国物語（少女の母）
- 純情テロリスト（乗客）
- 純情ロマンチカ（おばあさん）
- 少年進化論（女子生徒）
- WILD ADAPTER（テレビの声）

### 吹き替え

#### 実写
- 赤毛のアン アンの結婚（ブライアン）
- アフターライフ（ジャック）
- アルビン3 シマリスたちの大冒険
- エージェント・ゾーハン
- Xファイル（ウォルター・スキナーの秘書）
- エンバー 失われた光の物語
- オーメン1999（サリー・アン・フィリップス）
- 救命医ハンク3 セレブ診療ファイル
- クィーン・コング（撮影隊員）
- クロコダイルハンター日記（ケルシー、ブルック）
- ゴシップ・ガール（ペネロペ・シャーフェイ）
- ザ・ソプラノズ 哀愁のマフィア
- サバイバー2
- シックス・デイ（クララ・ギブソン）
- シティーハンター in Seoul
- 死ぬまでにしたい10のこと（ペニー・マトランド）
- CSI:科学捜査班
- CSI:ニューヨーク
- CSI:マイアミ
- ジュリエットからの手紙
- センチュリオン
- 卒業の朝
- ディープ・コア2000（チャン）
- ターミネーター2　ディレクターズカット版（ティム、ダニー）
- チェオクの剣（ヤンスン）
- ディフェンダーズ 闘う弁護士
- トゥームレイダー2（中国人少女）
- 共喰山（メル）
- ナース・ジャッキー
- ナチュラル・シティ（コンパン）
- 名もなきアフリカの地で
- ノー・グッド・シングス（出納係）
- パワーレンジャー（アイーシャ・キャンベル/イエローレンジャー、ブッカラ）
- ハード・アライブ（ケィト）
- 101回目のプロポーズ（ショーラン）
- 風雲（娃娃殺手）
- プロジェクト・ランウェイ4（ヴィクトリア・ホン）
- ベイビー・メイク 私たちのしあわせ計画
- 炎のテキサス・レンジャー（トミー）
- ホワイトチャペル3 終わりなき殺意（サーシャ・ローウッド）
- マルコム in the Middle（ローリー）
- マーニーと魔法の書（ジョアンナ・ロバートソン）
- ミス・マープル 予告殺人（マーナ・ハリス）
- ミッシング -サイキック捜査官-（FBI館内アナウンス）
- 山の郵便配達
- 誘拐交渉人 裏切りの陰謀
- 楊貴妃（小桃）
- 窈窕淑女（ユ・ジイン）[15]
- ラスト・プレゼント（キョンファ）
- 霊幻道士・キョンシーマスター（シム）
- レッド・バロン（ケイト・オテルスドルフ）
- ロズウェル - 星の恋人たち（バートリー）

#### アニメ
- スタンリー（エルシー）
- トロールズ☆（サイモン）
- Hi Hi Puffy AmiYumi（パフィーファンクラブ代表、ニュースキャスター）
- リサとガスパール

### その他
- 日立 世界・ふしぎ発見!（ボイスオーバー）